# Andrej Zaman
Andrej Zaman, slovenski alpinist, * 25. marec 1976, Ljubljana, † 25. oktober 2000, Dorži Lakpa, Himalaja.
Zaman je vodil slovensko-nepalsko alpinistično odpravo v Himalajo. Umrl je med samostojnim poskusom vzpona na vrh Dorži Lakpa, ko je zdrsnil tik pod vrhom na višini 6.500 m in omahnil v globino.